# موتور کریم تیموری
موتور کریم تیموری یا چاه موتور تیموری روستایی در دهستان ریگ ملک بخش ریگ ملک شهرستان میرجاوه استان سیستان و بلوچستان ایران است.

## جمعیت
بر پایه سرشماری عمومی نفوس و مسکن در سال ۱۳۹۵ جمعیت این مکان ۱۷۳ نفر (۵۱خانوار) بوده‌است.